# Systèmes logiciel/matériel de gestion
Un système logiciel/matériel de gestion de l’activité d’opérateur dans le domaine de télé- et radiodiffusion est un complexe logiciel/matériel qui effectue une gestion de transmission du signal de mass-média (principalement, télévision et radio) par un réseau de la télévision numérique. Le système logiciel/matériel de gestion est un des moyens techniques de complexe né sur une base de transformation de Mass-média dans les «moyens de communication de masse». Les derniers supposent les Mass-média avec le mécanisme de la réaction, c’est-à-dire avec une possibilité formelle d’influencer ou exprimer ses pensées de la part des auditeurs, spectateurs et lecteurs

## Missions des systèmes logiciel/matériel de gestion
Un ensemble des missions des systèmes de gestion est influencé par les facteurs commerciaux, techniques, sociaux et politiques:
- développement des mass-média auxiliaires en qualité des services auxiliaires de télé- et radiodiffusion numérique (télétexte, banners)
- besoin social d’introduction des services quasi interactifs dans les services de télé- et radiodiffusion numérique consistant dans une transmission du contenu adapté des web-sites et des blogs à afficher sur les écrans du téléviseur; l’affichage s’effectue à l’aide du composant de logiciel du système de gestion intégré dans un logiciel des récepteurs de la télévision numérique (navigateur de télévision)
- nécessité du développement et de l’intégration des nouvelles technologies dans les systèmes de l’alerte civile en cas des situations d’urgence
- intérêt commercial des annonceurs publicitaires et des participants du marché de télévision dans les mécanismes de l’opinion publique
- intérêt des mass-média de télévision traditionnels dans la formation de la télévision payante, y compris de la télévision terrestre payante

## Exemples des fonctions des systèmes logiciel/matériel de gestion de la télé- et radiodiffusion terrestre numérique
- Organisation des mass-média auxiliaires: guide de programmes électronique, télétexte, diffusion des messages de groupe et individuels, organisation du système de signages digitaux sur l’écran du spectateur
- Organisation du canal quasi interactif d’accès au contenu des sites et des blogs avec l’utilisation de l’interface intuitive de l’utilisateur (une partie du menu du récepteur) et gestion de la navigation du contenu à l’aide d'une télécommande infrarouge traditionnelle
- Gestion de diffusion des bouquets de programmes de télévision et de radio numériques sur quelques régions ou territoires (y compris une diffusion des programmes individuels – vidéo à la demande)
- Organisation de gestion du système automatisé de diffusion des blocs de programme régionnels (publicité, nouvelles locales, météo etc)
- Organisation du vote électronique de télévision et le mesurage d’auditoire à distance
- Renouvellement à distance du logiciel des moyens de réception
- Limitation de l’accès aux canaux payants ou autorisation des récepteurs de télévision numérique bonifiés (adaptateurs) à l’aide du système d’accès conditionnel

## Exemples de l’utilisation dans le monde
Une télédiffusion terrestre numérique en Italie utilise un système MHP en qualité de la plateforme de réalisation des fonctions de l’administration électronique.
Au Japon un système de la télédiffusion terrestre numérique ISDB-T utilise un système logiciel/matériel centralisé de gestion d’un système de l’accès conditionnel (BCAS), de la distribution des flux numériques régionnels de diffusion et du guide de programme électronique.